# Francisco Javier López Izkue
Francisco Javier López Izkue (Ibiricu, Eguesibar, 26 d'abril de 1956) va ser un ciclista espanyol, que fou professional entre 1980 i 1982. No va aconseguir cap victòria com a professional però si va participar en la Volta a Espanya.

## Palmarès
- 1982
  - 1r a Classificació de les Metes Volants a la Setmana Catalana

### Resultats a la Volta a Espanya
- 1980. 55è de la classificació general
- 1981. 44è de la classificació general